# Maurice Hewitt
Maurice Hewitt (6 de octubre de 1884 - 7 de noviembre de 1971) fue un violinista y director de orquesta francés, además de miembro de la Resistencia francesa durante la Segunda Guerra Mundial.

## Biografía
Nacido en Asnières-sur-Seine, Hewitt estudió violín en el Conservatorio de París. Desde 1914, fue miembro del conjunto Société des Instruments anciens, de 1909 a 1930 miembro del Cuarteto Capeto, que se dedicó especialmente a la interpretación de los cuartetos de cuerda de Beethoven . De 1930 a 1943 dirigió su propio cuarteto y en 1941 fundó la Orchestre de Chambre Hewitt. 
También fundó la compañía discográfica Les Discophiles Français, con la que publicó seis álbumes hasta 1942, incluida la primera grabación de Six Concerts en Sextuor de Jean-Philippe Rameaus, el Concierto para clarinete KV 622 de Mozart,  L'Impériale y L'Apothéose de Lulli de François Couperin y los Tríos de cuerdas de Mozart.
En 1940 Hewitt se unió a la Resistencia, donde perteneció a la red del coronel Maurice Buckmaster. En 1943 fue denunciado y arrestado y en 1944 deportado al campo de concentración de Buchenwald. Allí fundó un cuarteto de cuerda ilegal con presos polacos.
Tras la liberación de Francia en 1945, ofreció un concierto con el Réquiem de Gabriel Fauré en memoria de los franceses que fueron deportados a Alemania y murieron allí. Hewitt estuvo activo como director y profesor de música hasta la década de 1950.
Falleció en Créteil en 1971.